# Hololepidella obtusa
Hololepidella obtusa är en ringmaskart som beskrevs av Hartmann-Schröder 1984. Hololepidella obtusa ingår i släktet Hololepidella och familjen Polynoidae. Inga underarter finns listade i Catalogue of Life.